# Mangora schneirlai
Mangora schneirlai là một loài nhện trong họ Araneidae.
Loài này thuộc chi Mangora. Mangora schneirlai được Arthur Merton Chickering miêu tả năm 1954.